# Regiunea Iași

Regiunea Iaşi în cadrul împărţirii administrative a României 1950-1952

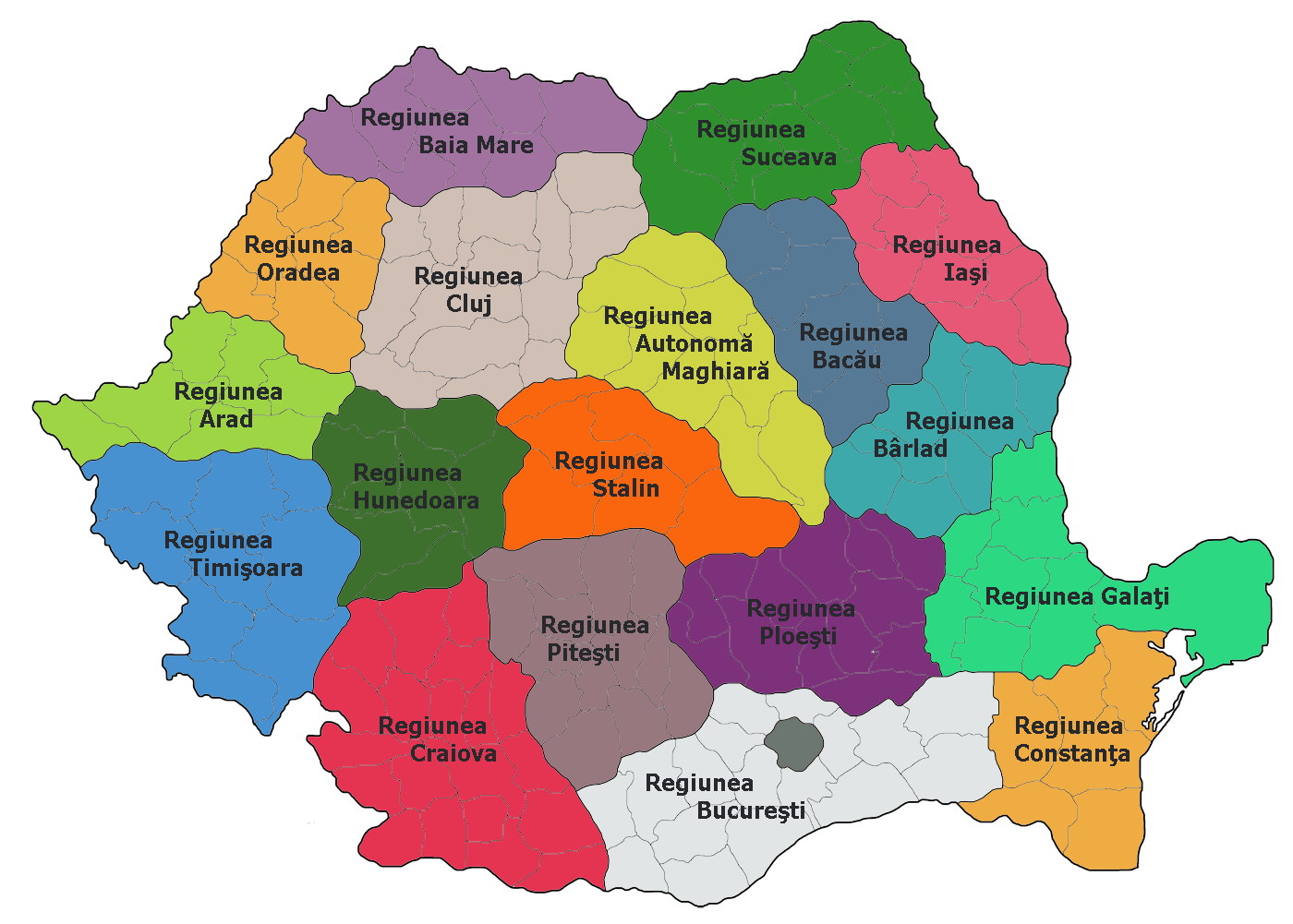
Regiunea Iaşi în cadrul împărţirii administrative a României (1953)

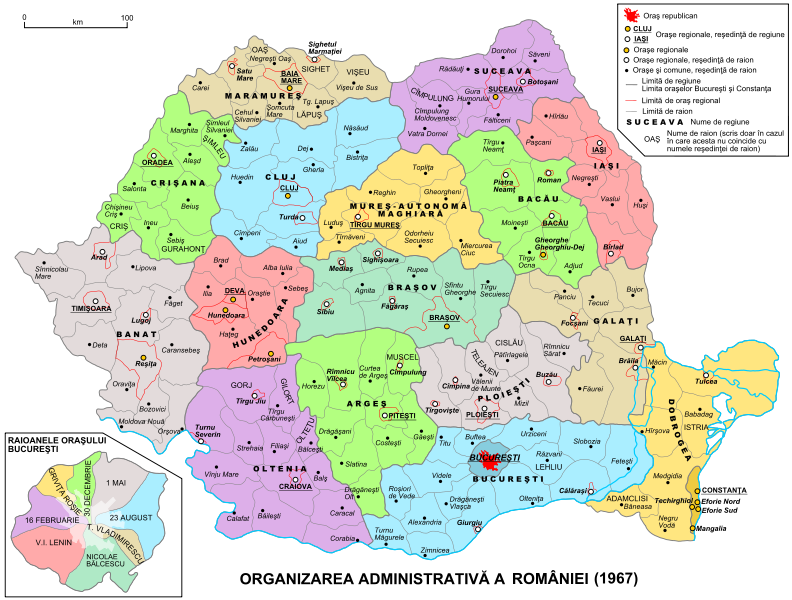
Regiunea Iași în cadrul împărţirii administrative a României (1960-1968)

Regiunea Iași a fost o diviziune administrativ-teritorială situată în zona de est a Republicii Populare Române, înființată în anul 1950, când au fost desființate județele (prin Legea nr.5/6 septembrie 1950). Ea a existat până în anul 1968, atunci când regiunile au fost desființate.

## Istoric
Reședința regiunii a fost la Iași, iar teritoriul său cuprindea la început o suprafață similară cu cea a actualului județ Iași. Regiunea Iași a fost reorganizată în 1952, încorporând teritoriul regiunii Botoșani, precum și raioanele Huși și Vaslui din regiunea Bârlad. În urma noii reorganizări din 1956, teritoriul fostei regiuni Botoșani a fost transferat regiunii Suceava, iar raionul Roman a trecut la regiunea Bacău, regiunea Iași primind în compensație raioanele Bârlad și Murgeni din fosta regiune Bârlad. 

## Vecinii regiunii Iași
Regiunea Iași se învecina:
- 1950-1952: la est cu RSS Moldovenească, la sud cu regiunea Bârlad, la vest cu regiunea Bacău, iar la nord cu regiunile Suceava și Botoșani.
- 1952-1956: la est cu RSS Moldovenească, la sud cu regiunea Bârlad, la vest cu regiunile Bacău și Suceava, iar la nord cu RSS Ucraineană.
- 1956-1968: la est cu RSS Moldovenească, la sud cu regiunea Galați, la vest cu regiunea Bacău, iar la nord cu regiunea Suceava.

## Raioanele regiunii Iași
Regiunea Iași a cuprins următoarele raioane: 
- 1950-1952: Hârlău, Iași, Negrești, Pașcani, Roman, Târgu Frumos, Vlădeni
- 1952-1956: Botoșani, Darabani, Dorohoi, Hârlău, Huși, Iași, Negrești, Pașcani, Roman, Săveni, Târgu Frumos, Trușești, Vaslui, Vlădeni
- 1956-1960: Bârlad, Hârlău, Huși, Iași, Murgeni, Negrești, Pașcani, Târgu Frumos, Vaslui, Vlădeni
- 1960-1968: Bârlad, Hârlău, Huși, Iași, Negrești, Pașcani, Vaslui

## Conducerea

### Prim-secretari ai Comitetului Regional Iași al PMR/PCR
- Constantin Nistor (octombrie 1950? – martie 1952?)
- Gheorghe Chitic (iulie 1952? – mai 1954)
- Gheorghe Roșu (11 mai 1954 – 15 mai 1955)
- Dumitru Gheorghiu (16 ianuarie 1956 – 29 iulie 1961)
- Virgil Cazacu (iulie 1961 – 27 decembrie 1965)
- Miu Dobrescu (1966 – februarie 1968)

### Președinți ai Comitetului executiv al Sfatului popular regional Iași
- Emil Mazilu (decembrie 1950? – martie 1956?)
- Constantin Nistor (martie 1956? – ianuarie 1968?)